# 俄羅斯入侵烏克蘭的虛假資訊
俄羅斯入侵烏克蘭的虛假資訊介绍一些由各方政府机构或知名媒体发布的与俄乌局部战争阶段和俄羅斯全面入侵戰爭阶段有关但被质疑不实的信息报道。

## 目的与效果
自2014年俄乌冲突以来，乌克兰和俄罗斯的信息战宣传目标都为宣称另一方有严重侵犯人权的行为。
2022年1月，POLITICO引述三名西方的国家安全官员和五名外部研究人员的说法称，俄罗斯当局散布虚假信息的目的包括：利用“楔子问题”借此令西方国家进一步分裂而不能团结支援乌克兰；反北大西洋公约组织（NATO）的宣传主题；为俄罗斯军队实施的侵犯人权等行为创造合理推诿理由；并为进一步入侵乌克兰而创造借口。
而乌克兰的假消息则侧重于夸大战报，多次宣称击杀、俘虏俄罗斯将领，以及多次谎报关于反攻的计划。
此外，双方给出的己方、敌方损失差异极大，都宣称自己“打出了五位数比敌方六位数”一类的战损比，被外界均怀疑均不实。

### 效果
2022年2月，荷兰调查报导集团啤令猫（Bellingcat）的艾略特·希金斯（Eliot Higgins）称，俄罗斯制作的虚假视频质量很差，如今也仅有一些老年俄罗斯人愿意相信这些虚假视频了。
绝大部分被冠以“乌克兰议员”为来源的消息几乎都为假，该议员的名字是伊利亚·基瓦，在中国大陆他被戏称为“卖国行业的寡头”。而卡德罗夫的抖音视频则经常被证实造假，加上车臣军队在乌克兰并没有“战斗民族中的战斗民族”一般的表现，则被戏称为“抖音军团”。

## 被指俄罗斯制造的假新闻

### “北约对戈尔巴乔夫的不东扩承诺”
全面战争的背景之一是北约的东扩以及乌克兰诉求加入北约以保护自身，乃至夺回顿巴斯和克里米亚，而俄罗斯认为乌克兰加入北约则是对自身安全的威胁。俄罗斯和中国多次在反对北约时称北约曾对时任苏联共产党总书记米哈伊尔·戈尔巴乔夫承诺“北约不会东扩”以证明北约是背信弃义的一方，该消息有多重错误：
- 戈尔巴乔夫本人曾在2014年否认相关会议涉及北约东扩。[6]
- 叶利钦与北约曾于1997年签订《北大西洋公约组织-俄罗斯联邦在法国巴黎签署关于相互关系、合作与安全的协议》，该条约要求北约“不向新成员国部署核武器”。[7]而相关报道指出，第三轮谈判时俄罗斯表示允许北约有条件东扩，条约签订后叶利钦“取消了针对北约的核武器执勤”[8]
- 俄罗斯自身也多次曾希望加入北约。

### 谎报袭击信息
2月17日，乌克兰与东部亲俄武装分子交战，一所幼儿园被亲俄武装分子控制的卢甘斯克地区发射的炮弹击中，乌克兰与亲俄武装分子互相指控对方违反停火协议。
《莫斯科共青团员报》网站和一些用户则在同日传播一则「乌克兰军队轰炸卢甘斯克人民共和国的一所幼儿园」的信息。由顿涅茨克人民共和国（DPR）和卢甘斯克人民共和国（LPR）控制的视频网站和一些亲俄Telegram用户也同样传播有关乌克兰武装部队袭击亲俄武装分子领地内幼儿园的信息。然而事实并非如此，因为有关幼儿园位于斯塔尼察-盧漢斯卡區的村庄是由乌克兰控制。

### “乌克兰不是国家”
在承认顿涅茨克共和国和卢甘斯克共和国为国家时，普京还认为乌克兰是俄罗斯历史、文化和精神空间不可分割的一部分。他断言现代乌克兰是苏俄于1917年作为对前俄罗斯帝国少数民族民族主义绥靖政策的一部分而创造的，质疑现代乌克兰的建国权与历史。但是以叶利钦为代表的俄罗斯是第三个承认乌克兰是独立国家的国家，加上双方的交流为“外交”，等于俄罗斯承认乌克兰的独立，也在1997年《乌俄两国友好合作伙伴关系条约》承认现有边界为国界，包括承认了克里米亚、顿巴斯的归属。

### 关于敦促卢甘斯克、顿涅茨克市民撤往俄罗斯的录像的提前上传
2022年2月18日，顿涅茨克人民共和国和卢甘斯克人民共和国的领导人进行了广播讲话，其中明确号召当地住民撤往俄罗斯。Telegram的元数据分析表明，这一讲话的录像在2月16日就已经上传到了网上。

### 谎报刺杀计划
据啤令猫称，俄罗斯国立电视台播报的乌克兰某个间谍对一名“分裂主义警官”实施的有预谋的爆破可以成为某辆“旧式陆军机车”爆破的铁证。这一军车的车牌属于这位分裂主义警官，但同一个车牌却出现在了在另一辆SUV上。
2022年2月18日，卢甘斯克人民共和国发布了对一辆计划载妇女、儿童撤往俄罗斯、却装满了炸药的火车实施拆弹的视频。这一视频的元数据显示其录制于2019年6月12日。

### 谎报蓄意破坏
顿涅茨克人民共和国于2022年2月18日发布了波兰人正准备引爆某个氯气箱的视频，随后被俄罗斯媒体进一步传播。这一视频的元数据显示，其录制于2022年2月8日，并且由众多录音与视频剪辑而成，其中甚至包括2010年YouTube上芬兰军事演习的视频。
乌克兰智库将这一虚假信息的散播之全部责任推与俄罗斯联邦武装力量总参谋部总局格鲁乌。

### 对顿巴斯地区种族灭绝行为指控
2022年2月中期，俄罗斯总统普京声称乌克兰正在顿巴斯地区实施种族灭绝的行为。《衛報》认为，这里普京指的是2021年乌克兰对2014年顿巴斯战争中牺牲的战士进行掘墓。
在中国，因“乌克兰轰炸乌东导致13000人死亡”的报道，形成了“亚速营制造万人坑对俄罗斯族种族灭绝”的谣言。13000人死亡的数据抄袭自OHCHR的伤亡报告，其中包含了双方的军队，甚至包括了MH17的坠毁，且根据OHCHR报告，顿涅茨克和卢甘斯克的叛军制造了并不少于乌军的罪行。

### 乌军内及乌东平民区存在器官市场
由于经济状况，乌克兰人确实存在通过出售器官来赚钱的现象。但战争开始后，出现了“乌克兰将受伤的乌军和顿巴斯平民杀害夺取器官”的传言。
“人体器官市场”的说法违背常识，因为器官移植需要适配以避免排异反应，并非直接拿走别人的器官就能使用。

### 声称泽连斯基已离开基辅
2月24日，随着俄罗斯军队逼近乌克兰首都基辅并使用导弹袭击，一些亲俄罗斯网站、官方媒体和国会议员称乌克兰总统弗拉基米尔·泽连斯基已经逃离乌克兰。其中俄罗斯国家杜马议长维亚切斯拉夫·维克多洛维奇·沃洛金25日表示，乌克兰总统泽连斯基已经离开基辅前往利沃夫，并补充说泽连斯基在社交网络上发布的所有视频都是提前录制好的，并表示有关泽连斯基离开的消息来自乌克兰最高拉达的代表。泽连斯基在社交媒体连续上传多个视频以证明自己仍在基辅，否认有关他已逃离乌克兰的指控，并强调不会放弃抵抗。部分俄罗斯媒体和网络言论质疑，泽连斯基发布的视频有后期合成嫌疑，场景可能为布景搭建或者後製去背。目前无权威证据能对视频证实或证伪，乌克兰也未对质疑做出回应。
3月4日，乌克兰总统泽连斯基再次被俄罗斯官方媒体和国会议员声称已经逃离乌克兰，被乌克兰官员抨击俄罗斯的虚假宣传并驳斥了这些谣言。俄罗斯国家杜马议长维亚切斯拉夫·维克多洛维奇·沃洛金在接受俄罗斯卫星通讯社采访时再次宣称，「泽连斯基已经离开了乌克兰前往波兰避难，乌克兰最高拉达的代表说他们无法在利沃夫找到他」。乌克兰国会议员叶夫根尼娅·克拉夫丘克随即在同日驳斥俄罗斯媒体传播的关于泽连斯基总统逃往波兰的信息是假新闻，强调总统正在基辅的政府办公室与军队合作。乌克兰总统泽连斯基更在3月5日亲自发布了一段视频，否认了有关他在俄罗斯日益加强的军事攻势中逃往波兰的传言。泽连斯基透过Instagram上传一段在他和幕僚安德烈·叶尔马克在基辅班科夫街办公室的视频澄清说：「每两天就有消息说，我逃到了某个地方——从乌克兰、从基辅、从我的办公室逃出去了。正如你所看到的，我就在我的地方，安德烈·鲍里索维奇·耶尔马克在这里。没有人逃到任何地方。我们正在这里工作」。在中国大陆，本场信息战被戏谑为“泽连斯基有任意门”、“泽子龙七进七出基辅”。3月15日，俄罗斯卫星通信社报道泽连斯基在基辅会见波兰、捷克、斯洛文尼亚总理。
10月10日俄罗斯导弹大规模袭击基辅后，俄罗斯媒体Russia-1再次报道泽连斯基逃离基辅。

### 声称泽连斯基吸毒
2月25日，普京称“一帮吸毒者、新纳粹分子领导着乌克兰”，但是几乎所有涉及泽连斯基吸毒的证据都是伪造的。RIA曾报道美国演员约翰·麦金利在Ins上呼吁泽连斯基戒毒，但是麦金利并没有Ins账号。

### 扭曲美国总统为制裁俄罗斯的替代方案进行的辩护
2月27日，《俄罗斯卫星通讯社》中文版网站刊登一则没有提供语境和背景，但标题称《拜登：因乌克兰的缘故第三次世界大战可能是对俄罗斯实行制裁的替代方案》的新闻，指美国总统拜登称因乌克兰的缘故第三次世界大战可能是对俄罗斯实行制裁的替代方案，并获得中国官方媒体和社交账号大量转载。《美国之音》驳斥有关新闻的标题和陈述，指拜登并不是在谈论未来与俄罗斯开战的可能性，而是拜登为即将决定对俄实施制裁以作为直接对俄发起军事行动的替代方案进行辩护。

### 俄罗斯指控乌克兰境内存有美国病毒及生物武器实验室
2022年3月9日，俄罗斯塔斯社题为《外交官表示乌克兰的生化武器实验室证明美国的犯罪活动》（"Bioweapon labs in Ukraine prove US criminal activity, diplomat says"）的报道引述了俄外交部发言人玛丽亚·扎哈罗娃的言论，指美国国务院政治事务副国务卿卢岚曾向美国国会议员承认美国在乌克兰有实验室，而且还在进行研究，提醒大家需要防止研究证据落入俄罗斯手中。虽然扎哈罗娃不清楚这些证据的内容，但她确信这些材料能证明美国在乌克兰领土进行非法的犯罪活动。扎哈罗娃还表示俄罗斯取得的文件显示乌克兰当局下令在俄罗斯2月24日进军前销毁鼠疫、霍乱、炭疽等病原体，这些都属于美国五角大楼资助的军事生物项目。美国国务院发言人内德·普莱斯随后发表声明，批评有关指控完全是俄罗斯编造的假消息，子虚乌有，而且也不是第一次，强调美国严格履行《化学武器公约》和《生物武器公约》规定的义务，在乌克兰及任何地方都没有开发或拥有相关武器。
乌克兰总统发言人“坚决否认”有关指控，强调乌克兰只拥有公共卫生实验室，用来研究如何减轻危险性疾病对人物及动物的影响，这些实验室得到美国、欧盟及世界卫生组织的支持。美國之音也表示，烏克蘭生物實驗室並不從事生物軍事活動，美國也不控制或主導實驗室。根据《华盛顿邮报》的事实查核文章，俄罗斯一直以来都在散布美国使用生化武器的假消息，最早可以追溯到1980年代，当时苏联克格勃称美国资助巴基斯坦研究向阿富汗送去的“杀人蚊子”，引发巴基斯坦当地人愤怒，导致计划被叫停。直至苏联解体，前官员才承认这些说法纯属捏造，但到了弗拉基米尔·普京1999年上台，相关指控再度浮现，其中一次是2015年俄罗斯国营电视台俄罗斯24以一小时的长篇报道指控乌克兰和格鲁吉亚有数千头猪染上神秘疾病突然死亡，苗头直指美国资助的生物研究设施。
3月10日，俄军辐射、化学和生物防护部队司令伊戈尔·基里洛夫在新闻发布会中披露了更多细节，称美国在2020年以前资助敖德萨、基辅和哈尔科夫的实验室开展UP-4计划，专门研究候鸟传播的高危险性传染病，包括H5N1病毒和新城病。据介绍，乌克兰地理位置非常独特，多条横跨大陆的鸟类迁徙路线在此相交，共有145个物种在计划中被研究。另外俄方还指控另一项研究蝙蝠传播病原体谱的计划获得130万美元的拨款，共有60位来自美国、乌克兰及格鲁吉亚的科学家参与，计划在2020年到2023年间开展。五角大楼新闻秘书约翰·柯比驳斥俄罗斯的说法是「荒谬」，并表示美国「没有在任何地方开发或拥有此类武器」。美国国务院也称这些说法完全是一派胡言，并称乌克兰没有生物武器实验室。中央情报局局长威廉·约瑟夫·伯恩斯在向美国参议院情报委员会的听证会上，表示严重担心俄罗斯可能正为使用化学或生物袭击的行动来奠定基础，然后在假旗行动中归咎于美国或乌克兰。事实查核机构Snopes亦将俄罗斯入侵乌克兰以攻击美国在该国的秘密生物实验室的说法证伪，解释称其是“正在进行的俄罗斯造谣运动”的一部分，并指出至少自2018年以来，俄罗斯宣传人员一再传播美国在乌克兰运营秘密生物实验室的说法。
3月11日，联合国安理会应俄罗斯的要求举行会议，针对俄罗斯对乌克兰境内存在生物武器计划的指称，联合国裁军事务高级代表中满泉确认，“联合国不知道存在任何生物武器计划”。3月18日，联合国裁军事务高级代表向安理会再次证实，没有迹象显示乌克兰存在生物武器计划。
在事件引發爭議2周後，引发韓國当地多家民间团体舉行集會抗議，指责美國在韓研究細菌戰，要求關閉並撤走其在韓生化實驗室。
5月13日，在聯合國召開的一場會議上，美国驻联合国常任副代表理查德·米尔斯指责俄罗斯透過安理會散布美国在乌克兰实施秘密生化武器计划是「错误和荒谬的」 。

### 俄罗斯轰炸妇产医院相关指控
2022年3月10日，乌克兰指责俄罗斯轰炸馬里烏波爾了一家一正在营运的婦產科醫院，導致醫院建築嚴重毀損，並造成17人受伤，另外3人死亡，死者包括一名女童。俄罗斯外交部长拉夫罗夫和乌克兰外交部长库列在土耳其安塔利亚举行会谈后，拉夫罗夫否認俄军有空襲馬里烏波爾醫院
俄罗斯媒体报道中称，马里乌波尔空袭中所谓的“受伤孕妇”是由该市知名模特玛丽安娜·波德古尔斯卡娅（Marianna Podgurskaya）扮演，且医院里的人员早就被乌克兰民族主义分子驱赶走了。一些亲俄罗斯Facebook账号也暗示乌克兰指俄罗斯对产科病房进行的空袭是演戏。值得一提的是，乌俄战争开始后，由亲克林姆林宫成立的查实核查网站WarOnFakes重复了俄方论点，例如指该医院的空袭是乌克兰指导的假旗行动，并发数张图片佐证。不过调查媒体Bellingcat分享的地理定位分析显示，包括几家俄罗斯大使馆用来谴责这种“上演”的照片位于距该儿科医院10公里的地方。
俄罗斯方面提出了几个论点，指该医院已经停止了運作，并早就被右翼極端主義組織「亞速營」的武裝分子佔領。但这项说法与事实不符，英国BBC事实核查指出，在3月2日，该医院的Facebook页面转发了一个呼吁捐赠燃料以继续运营的呼吁。2月9日，该账户报告了延迟支付员工工资的情况。
此外，根据多方报导，证实马里乌波尔的医院确实遭到了空袭，美联社也在隔日发布了一系列从饱受战争蹂躏的乌克兰马里乌波尔市拍摄的照片，驳斥了拉夫罗夫否認俄军有空襲的说词。乌克兰虚假信息研究员Olga Tokariuk也证实，当产科病房遭到轰炸时，玛丽安娜·波德古尔斯卡娅正在医院现场。玛丽安娜·波德古尔斯卡娅在空袭后的第二天生下了一个女婴。事实核查网站FactCheck揭穿这是俄罗斯进行假旗行动的错误信息。而有关马里乌波尔爆炸案的虚假宣传活动在俄罗斯Telegram上流行起来，并在俄罗斯驻英国大使馆的推文中重复出现。
俄罗斯驻英国大使馆的贴文受到英国政府的强烈指责。乌克兰驻联合国大使谢尔盖·基斯利察在3月10日的安理会特别会议上发表来自伦敦大使馆的推文后，英国文化部长娜汀·多里斯批评俄罗斯大使馆散布假新闻。Twitter随即也以「滥用仇恨和散布政策」删除了这些帖子。

### 圆点U导弹袭击克拉馬托爾斯克火車站事件
2022年4月8日，俄乌战争期间，位于乌克兰顿涅茨克州克拉马托尔斯克市的火车站遭到俄军空袭，造成59人死亡。导弹的残骸显示这是一枚圆点U，俄罗斯为自己辩护称，圆点U导弹只有乌方使用，2019年圆点U就已在俄军中退役。
但是有人发现了2022年2月15日俄罗斯国防部官方频道称，“周二，作为俄罗斯联邦和白俄罗斯联合演习的一部分，军事人员使用圆点U导弹系统进行了战斗发射。”，并且在俄罗斯的各种军事演习中，圆点U导弹依然存在。
又有人发现早在3月底，就有白俄罗斯的自媒体发布俄军将圆点U重新端上战场的消息。
而随后俄罗斯又辩解道，圆点U导弹的编号和乌克兰曾经发射的圆点U相似度极高，这一说法同样站不住脚，因为乌克兰使用过编号为VG910840的圆点U导弹，而2018年，叙利亚（阿萨德）使用了编号为VG910865的圆点U导弹，而乌克兰军援阿萨德政权的说法是很荒谬的。编号和使用国家之间没有太大的关系。
最后人们发现，俄罗斯国防部曾宣布，俄罗斯军队在克拉马托尔斯克火车站使用“高精度空射导弹摧毁了乌克兰预备役的武器和军事装备”。。

### 声称波兰将对乌克兰宣战
2022年4月以来，俄罗斯就一直试图挑拨乌克兰和波兰之间的关系，他们指出以利沃夫为代表的乌克兰西部在1939之前属于波兰，并多次制造波兰将吞并乌西的的谣言，德米特里·梅德韦杰夫指责波兰总统安杰伊·杜达“正式承认对乌克兰的领土要求”,配合俄罗斯宣传的阴谋论媒体声称这些包括出兵，乌西改用波兰语，要求乌克兰将乌西以“借荆州”的形式托管，乃至在当地发布公投票。

### 莫斯科号沉没风波
2022年4月13日，俄罗斯黑海舰队旗舰“莫斯科号导弹巡洋舰”因不明原因起火，而乌方称其被两发“海王星导弹”击中。
最终于次日，俄罗斯宣布莫斯科号导弹巡洋舰因“风暴”沉没。然而当时黑海的风速为14节，属于和风级。

### 宣扬烏克蘭軍方進行黑魔法儀式
俄羅斯新聞社於2022年5月4日報導，指俄軍在特廖希茲本卡前烏克蘭迫擊砲陣地發現烏克蘭軍方涉嫌進行黑魔法儀式。俄軍表示現場畫有一個許多相交的線組成的魔法印記，內含倒置的布尔什维克标志、無政府狀態標誌、SS標誌和用德語寫成的希伯來字母「zain」，意思是劍或武器。報導指烏克蘭軍方意圖召喚超自然力量附魔武器，令武器神聖化，增加額外傷害，並用鮮血留下標記。俄羅斯媒體life.ru報導，烏克蘭魔法社區響應烏克蘭總統辦公室主任顧問阿列克謝·阿列斯托維奇的號召，為烏克蘭舉行神秘儀式，報導指個別烏克蘭官員和軍事人員表現就像巫師和女巫。而俄羅斯新聞社於2022年5月19日報導，俄軍在馬里烏波爾由亞速營建造的一座神廟內發現了一個帶有撒旦倒五角星符號的魔法陣和幾個木製偶像展台。
乌克兰方面澄清，这是俄罗斯对乌克兰信息战的一部分。俄罗斯军队在对乌克兰的战争中损失巨大，导致士气低落。因此，克里姆林宫试图压制反战情绪，发动报复性宣传，其宣传人员和媒体在别无选择下，只能指责乌克兰军人练习「黑魔法」，散播新的假新闻，继续在其网络空间充斥着乌克兰军队威胁俄罗斯和平的假象。

### 举着苏联红旗的乌克兰老奶奶
2022年4月，一位哈尔科夫的乌克兰老奶奶将乌军认成了俄军，举着苏联红旗迎接，乌军士兵将食物递给她后，夺下这面苏联旗并高喊“荣耀属于乌克兰！”将它踩在脚下，而老妇哭诉道：“我的祖辈因这面旗子而死！”
这位手持红旗的祖母被俄罗斯宣传变成了标志性形象，将其作为“乌克兰人民”与俄罗斯“兄弟”“团聚”的愿望。更有支持俄罗斯的中国人为她作画——一个可怜的，拿着耀眼的苏联红旗的老妇。根据俄罗斯方面的说法，红旗老奶奶住在基辅州的德米特里夫卡（Дмитрівка），乌克兰军队攻占该村后，她被儿子带往俄罗斯，更有传言称普京将在5月9日胜利日阅兵亲自接见她。
不料5月5日，就在俄罗斯声称“老奶奶的形象遍布全俄罗斯”时，据乌克兰方面报道，这位奶奶宣布自己支持乌克兰方，认为自己被用作亲俄宣传象征自己是个叛徒，因为俄军的炮火摧毁了她的房子。奶奶的名字是安娜·伊万诺夫娜，是哈尔科夫州而非基辅州居民，根据BBC对她的独家采访，她举起苏联红旗的目的是安抚俄罗斯人，而她希望东斯拉夫三国能够重新团结——但不是在普京的军队对乌克兰的蹂躏下“团结”。
乌克兰当局已经要求对老奶奶进行保护以防极端分子迫害她，而俄罗斯当局则进一步声称是基辅当局劫持了她。几个月后，老奶奶也一直住在这个村庄。BBC工作人员再次联系她，在电话中她表示村庄一直在被炮击。她还认为，自己作为俄罗斯的宣传形象，有权给普京打电话——为什么发动战争。
此后俄罗斯很少用她作为战争宣传。

### 宣称自己击毁了美国援乌的“海马斯”火箭炮
“海马斯”火箭炮被亲乌者视为绝佳的武器，它可以在80公里的射程内精准摧毁弹药库，破坏基础设施使得敌军补给困难。因此俄罗斯也在试图摧毁美国援助乌克兰的海马斯。
但是俄罗斯屡次宣布自己击毁海马斯，给出的视频证据却“文不对题”：这些视频都很昏暗，且导弹的射向上完全无法辨认出是海马斯火箭炮。有一个声称摧毁海马斯的视频甚至将导弹射向了建筑物二楼。
在俄罗斯国防部给出的数据中，俄罗斯甚至宣称摧毁了“44台海马斯”,被中文网络戏称为“乌克兰被迫使用反物质版海马斯”“美国刚造出海马斯就会消失以遵守物质守恒定律”。
美国军方则声称，俄罗斯没有摧毁任何海马斯系统。

### 乌军使用脏弹指控
2022年10月24日俄罗斯外交部发布指控称乌克兰正在制造脏弹，但是其配图均为网上可搜索到的图片。
所谓核原料照片来自2016年墨西哥的放射性物质失窃新闻，其余图片则分别可以搜到来自别洛雅尔斯克核电站，新西伯利亚科学工业园和PIK研究反应堆。

### 指出中华人民共和国对俄罗斯提供各种各样的支持
由于世界广泛认知中华人民共和国是一个与俄罗斯相近的威权国家，因此往往会陷入中华人民共和国在战争中已经绝对支持俄罗斯的错误认知。而俄罗斯也试图宣称中国支持自己。事实上，中华人民共和国目前并没有对俄罗斯提供任何军事上的援助。此处用于列出俄方宣布的“中国支持俄罗斯”的假信息。
·2022年11月14日，俄罗斯卫星通讯社日语版的Twitter声称“中国志愿者的出现在俄罗斯联军一侧得到确认。在网上疯传的一段视频中，一名中国士兵展示了与一名俄罗斯活动人士在现场拍摄的视频，并发布在 TikTok 的顿巴斯版抖音上。 ”然而很快就有人指出，视频中出现了一个装有水晶子弹的空矿泉水瓶。中国官方媒体澎湃新闻也核查确定，镜头中的中国人是气枪玩家。
2024年1月31日，俄罗斯国防部新闻及媒体机构报道，中国国防部长董军在与俄罗斯国防部长谢尔盖·绍伊古会谈时，前者表态了「中国支持俄罗斯在乌克兰的问题」。董军表明，即使在欧美等国家的压力下，中国理解并关心俄罗斯的福利，不会放弃其亲俄政策。随后，乌克兰驻华媒体就有关「中国坚定支持俄罗斯在乌克兰问题」向中国外交部发言人汪文斌提出质问，但汪文斌则要求媒体就有关新闻查阅中国国防部消息。然而，该部消息拦上的董军访问俄罗斯的相关內容已全部删除，因此中国的澄清使得俄罗斯的消息不清不楚。

### 胡乱解读外籍志愿者政治理念。
2022年11月9日，日籍志愿者多布勒在乌克兰东部攻势中阵亡。俄罗斯卫星通讯社确认“有日本志愿者阵亡”后撰写了一篇名为“乌克兰不应存在的新纳粹分子从世界各地聚集”的文章，并且根据他的日本-乌克兰胸章中日本带有旭日条纹，以及同营战友呼吁对俄罗斯人使用暴力，而胡乱解读多布勒是一个日本帝国主义的支持者。而事实上，旭日旗在现在的日本自卫队也是很常见的、合规的元素。
多布勒的Twitter还曾在8月发布了一张含有和平符号的灵梦油库里。

### 曲解海牙法庭报告
2022年11月17日，海牙宣判袭击MH17航班的是来自卢甘斯克州五一城的山毛榉导弹，该镇当时由卢甘斯克叛军控制。
“今日俄罗斯”中文版被发现采用了断章取义，将“该地区的控制者是分离武装分子”的片段剪掉，并且根据哈尔科夫州有一个名字类似的五一城，宣称“海牙宣判击毁客机的是来自哈尔科夫州的'榉树导弹'。”事实上，并不存在“榉树导弹”。
此外，俄版的共青团真理报也将海牙审判的结果改为乌克兰

### 宣称摧毁不存在的装备
俄罗斯国防部发言人科纳申科夫表示俄罗斯已摧毁美国IFV布拉德利，但是当时乌克兰还没有实装布拉德利。

### “基辅出现象征着末日的乌鸦群”
今日俄罗斯提供了一份基辅上空被乌鸦群遮挡得暗天无日，并宣称“这是乌克兰迫害东正教的报应！”，但是澎湃明查指出这张照片事实上拍摄自美国休斯顿，坐标为29.742820, -95.457669。

### 声称“乌克兰自由党成员扬言要在高加索与中国作战”
因乌克兰媒体和欧美媒体不知道此事，此处为原创研究。
被指控为极右翼的乌克兰自由党，其前议会成员Yuri Sirotyuk在视频中发布的言论被俄方称为“要跨越高加索和中国作战，确立乌克兰的霸主地位”，但是经过验证，其语音内容如下：
Україна - це Хартлент Євразії, тому хто контолює її, контролює світ. Не дарма дві світові війни проходили саме на її території. Для того, щоб ми зберіглися, як нація, ми маємо розвалити російську імперію і побудувати там природний простір національних держав - і ми маємо стати великою, амбітною країною. Як мінімум - регіональним лідером, який буде впливати на простір до Уралу, до Кавказу, який разом з Польщею та Балтією сформує Чорноморсько-балтійську вісь безпеки, бо очевидно, що падіння російської імперії призведе до більшого впливу Китаю (声音模糊处). Наше майбутнє - майбутнє великої країни і майбутнє великої нації.
中文翻译：
乌克兰是欧亚大陆的腹地，谁控制了它，谁就控制了世界。两次世界大战都在其领土上。为了让我们作为一个国家生存，我们必须摧毁俄罗斯帝国并在那里建立一个自然的民族国家空间——我们必须成为一个雄心勃勃的大国。至少，一个地区领导人将影响到乌拉尔和高加索地区，与波兰和波罗的海地区一起构成黑海-波罗的海安全轴心，因为很明显，俄罗斯的垮台帝国将导致中国的威权主义（对高加索和乌拉尔）产生更大的影响（声音模糊处）。我们的未来是一个伟大国家的未来，一个伟大民族的未来。
该议员声称在未来乌克兰将和中国在高加索、乌拉尔地区产生地缘政治上的竞争，但没有提及和中国开战。

### "Slava Nazi"
2023年2月中旬流传的视频中，“乌克兰士兵”们举着纳粹礼，将常用的“Slava Ukraini”换为了“Slava Nazi”。该视频极度劣质，其中使用了俄罗斯军服，并且在视频的结尾使用了含有“варагам”（俄语）音的乌语单词“ворогам”（意為“敵人”）。

### 宣称乌克兰军队抢夺俄语受众穆斯林母女的汽车
3月27日俄罗斯外交部曾经发布视频指控乌克兰军队抢夺俄语众穆斯林母女的汽车，但是随后因一对互相垂直的电线杆，被确认视频拍摄地点在47.9769473 37.9534718，位于顿涅茨克城东部，即俄罗斯占领区。俄罗斯外交部随后删除了该视频。请读者使用谷歌地图直接搜索该坐标并点击“地图”查证，其中一个电线杆本身在地图上不明显，但存在明显的黑影。截止撰写时间，俄罗斯驻英大使馆账户依然未删除该视频。亲俄的tg频道还大方宣称，“我们搞砸了。”
在Bilibili平台，今日俄罗斯于北京时间3月27日23：37分发布了同样的视频，但将涉及电线杆部分剪去。

### 宣称泽连斯基卖国给波兰
“今日俄罗斯”4月13日报道称，“事实上，会谈后不到一周，波兰媒体就已经公开报道，泽连斯基要把乌克兰西部割让给波兰。”。该消息的来源是“独立政治日报”，Fakenews认为该门户网站上的文章“通常用糟糕的波兰语编写”，且“这是一个反复登载关于波兰各种事件的假新闻的网站”。。事实上，乌克兰对波兰的特惠和波兰对乌克兰的特惠大致对等。

### 宣称泽连斯基涉嫌叛国罪
2023年5月30日，“乌克兰议员吉奥•莱罗斯周二称，乌克兰法院责令乌克兰国家调查局就弗拉基米尔•泽连斯基及其团队成员可能犯有叛国罪提起刑事诉讼”。但是，吉奥·莱罗斯和伊利亚·基瓦一样已经被最高拉达停职，原因是涉嫌贪污腐败。

### 击毁豹2坦克相关视频
2023年6月6日RIANRU将击毁拖拉机的影片当作击毁豹2坦克进行宣传。

### 宣称赫尔松洪水造成的灾害为虚假
2023年6月6日塔斯社回应乌克兰媒体关于新卡霍夫卡市（Нова Каховка）一家动物园因洪水而丧生的动物的报道是不真实的，因为该市根本没有动物园。，然而谷歌地图显示新卡霍夫卡有一个叫Казкова Діброва的动物园，靠近第聂伯河，距离大坝不到1英里，坐标46.76338346635151, 33.3608823801508。

### 关于阵亡将领的错误信息
2023年5月下旬，俄罗斯媒体多次虚假引用消息指向乌克兰高级将领死亡或受伤，如基里洛·布达诺夫、瓦列里·扎卢日内。
- 基里洛·布达诺夫-“國營打擊虛假信息中心在其 Telegram 頻道上報導了主要情報局局長基里爾·布達諾夫去世[原創研究？]的消息。”，事实上是将“國營打擊虛假信息中心”指出的虚假消息，即布达诺夫去世重复了一遍。6月20日，布达诺夫与日本大使合影。[95][存在利益冲突]
- 瓦列里·扎卢日内 - 5月24日“俄罗斯安全部隊的一名代表援引烏克蘭軍方的消息來源告訴俄新社，烏克蘭武裝部隊總司令瓦列里·扎卢日内因俄羅斯導彈襲擊受傷後將無法繼續服役。”“一名代表”是经典的谣言口吻[原創研究？]，扎卢日内随后于次日的视频中出现。[96][存在利益冲突]

### 乌军强征士兵指控
尽管乌克兰依然在征集民众参军，不愿被征兵者的视频也出现了很多，这里用于记录部分被确认为虚假的证据：

#### 2023.4.23
“4月22日，据乌克兰媒体报道，乌克兰警察和征兵人员在街头寻找男性入伍时与一名机车男发生‘激战’。该名机车男似乎很不愿意将自己的本田摩托换成豹式坦克，他被警察拉下摩托，双方进行了激烈厮打。最后机车男扔下头盔，慌忙逃走。”然而根据反搜可以得知这一视频是乌克兰警察和肇事司机的冲突。

### 马里乌波尔的女孩壁画
2023年7月18日，乌克兰内务部长顾问安东·格拉申科发推特指责俄罗斯当局占领地区的一幅宣传壁画，作品称这是一位名叫纳斯佳的女孩，“北约炸弹落在她身上”，“由意大利艺术家乔里特·西罗·塞鲁洛绘制”，但这个女孩的肖像是澳大利亚摄影师海伦·惠特尔的女儿。意大利艺术家Leonardo Bianchi在7月15日发推特指出此问题。摄影师惠特尔称壁画作者塞鲁洛未曾联系过他，并且自己反对这幅作品。塞鲁洛在Instagram上发帖否认抄袭，称这是另一名在顿巴斯生活的女孩的照片，但塞鲁洛承认作品中的头发和衣服取自他人照片。塞鲁洛还指控意大利媒体撰文指责“抄袭”是受到了“上级”指示。

### “10000波兰人阵亡于乌克兰”
该消息号称源于波兰媒体“Myśl Polska”，该媒体一直在战争中宣传亲俄反乌观点。然而Myśl Polska主编马特乌什·皮斯科斯基否认发布了这样的信息。

## 被指乌克兰制造的假新闻

### 蛇岛英雄
2022年2月24日，乌克兰蛇岛遭到俄罗斯海军进攻，最终失守。起初乌克兰官方宣称守岛士兵共计13人全部阵亡，总统泽连斯基甚至向这13名士兵授予乌克兰英雄勋章，乌军抵抗时喊出的“俄罗斯军舰，去你妈的”也成为乌克兰反对俄罗斯占领者的斗争标志之一。然而俄罗斯方面宣称，守岛人员共计82人全数被俘虏至塞瓦斯托波尔，这与之前乌方的宣传大相径庭。四天后乌克兰方面证实俄方说法属实。但乌方驳斥了俄罗斯宣称乌克兰「放弃」或「遗放」该岛士兵的宣传，表示有关信息是在根据在俄罗斯袭击该岛时所获得的最后情报，之后就失去与岛上信息，因为岛上的通信设施已被俄军破坏，无法获得核实。

### 基辅幽灵
社交媒体流传一名未经证实的乌克兰空军王牌飞行员在一天空战中击落多架俄罗斯军方的战斗机，并称其“基辅幽灵”，之后乌克兰军方发布了据称是该飞行员的相片。但也有报道称该战果过于传奇而可能性存疑，怀疑是为了鼓舞乌克兰军民士气的宣传。

### 关于阵亡将领的错误信息
战争第一个月，乌克兰汇报了高达9名俄罗斯将级军官被乌军击杀。但是随后俄罗斯提供了证据，指向其中四名指挥官穆罕默德·圖沙耶夫、維塔利·格拉西莫夫、安德烈·莫德維切夫、安德烈·科列斯尼科夫都还活着，而阿尔乔姆·纳斯布林被怀疑是虚构的人物。

### 总参谋长格拉西莫夫腿部受伤？
俄罗斯总参谋长瓦列里·格拉西莫夫在4月30日乌军对伊久姆的袭击中受伤的消息，“腿上三分之一处被碎片击中，没有骨折”，但格拉西莫夫在随后出席了会议。尽管随后又长期没有出现后再次有人质疑他只是在会议上摆拍，但是几个月后他在视频中站立和走动。

### 赫尔松大反攻
2022年8月乌克兰在赫尔松地区高调炒作“即将反攻”，但是事实上在9月反攻的主攻地区是哈尔科夫。这是一次成功的声东击西。

### 导弹击中波兰事件
2022年11月15日晚间，波兰在临近乌克兰的领土上被导弹击中。
泽连斯基在他的夜间影片讲话中指责俄罗斯对这次袭击负责，将其描述为对北约“集体安全”的侵犯。库列巴称事件由乌克兰防空系统发射导弹所导致的说法是“阴谋论”。但北约初步调查后认定此次事件是乌克兰发射导弹拦截俄罗斯导弹时，意外坠落波兰领土。

## 欧美政府或知名媒体制造的假消息

### 彭博社在2月4日声称俄罗斯入侵
2022年2月4日下午，美国彭博新聞社引述消息报导一则标题为《直播：俄罗斯入侵乌克兰》（Live: Russia Invades Ukraine）的新闻，表示俄罗斯可能会在同年2月15日入侵乌克兰，有关信息并存在约30分钟。彭博社不久后发布道歉声明，称是“意外发布”。
彭博社、《明镜周刊》等媒体于2月12日援引美国国家安全顾问杰克·苏利文等美国官员的言论，称「俄罗斯可能会在2022年2月16日入侵乌克兰」，但不确定具体的日子、时间、以及俄罗斯是否致力于入侵的决心。也有北约内部人士认为，美国有可能通过故意传播这些信息来挫败俄罗斯的攻击计划。
克里姆林宫于2月13日声明，稱美国忽视俄罗斯的主要关切，“俄罗斯侵略乌克兰”的论调是一种炒作。
乌克兰感谢所有合作伙伴提供的帮助和信息，但也会依赖乌克兰的情报能力，并为任何风险做好准备。总统泽伦斯基2月14日受访时表示：「有关信息空间中关于俄罗斯深入全面战争的信息太多了，而最近几天传播的大部分信息都是恐慌，而我们国家的恐慌是敌人最好的朋友。」 「我不能同意或不同意尚未发生的事情。乌克兰还没有发生全面战争。」泽伦斯基补充说「我们了解这些风险，这些风险今天依然存在」。
后来，乌克兰总统泽伦斯基在2月15日的Facebook上的一份声明中写道，他被告知2月16日为「入侵日」，决定将该日定为该国第1个团结日。

### BBC被指使用错误照片报道俄乌冲突
2月27日，央视军事及中国其他官方媒体引述全俄国家电视广播公司记者鲁坚科在个人社交账号上的指控，指英国广播公司（BBC）在直播报道中发布的称俄军炮击哈尔科夫导致民房受损的照片，实则是乌军炮击顿涅茨克导致民房受损的画面。报道中还称，中央广播电视总台驻顿涅茨克报道员当日拍摄的视频画面中出现了这座受损房屋，证实“造假”。
然而，媒体The Intercept撰文指出，虽然BBC确实在有关哈尔科夫的文章标题旁放置了一张顿涅茨克受损民房的照片，但这张照片并不是用来说明哈尔科夫的。BBC的这个新闻页面实际是一个实时直播博客（BBC live blog），该直播博客使用当天拍摄的新闻照片作为页面的背景模板，实时更新的新闻标题被放置在照片的下方。换句话说，哈尔科夫的实时新闻标题只是恰好显示在了顿涅茨克照片的旁边，二者并无对应关系。俄罗斯军方和媒体浏览BBC实时直播博客时，误认为二者是相关的。

### 俄罗斯宇航员声援乌克兰
2022年3月18日，俄罗斯航天集团的三名宇航员乘坐联盟MS-21飞船抵达国际空间站，英国《卫报》报道称三名宇航员似乎在进入空间站前将蓝色的飞行服换成了黄色主体、蓝色点缀的飞行服，这与乌克兰国旗的颜色相似。在被问及宇航服问题时，宇航员阿尔捷米耶夫只是说“我们有大量的黄色材料，所以我们用了它”。多家西方媒体揣测此举是对乌克兰的声援——因为在反对俄罗斯入侵乌克兰的抗议活动中，许多个人或机构在使用乌克兰国旗或该国旗的配色来传播此观点。俄罗斯航天局随后回应称，这是三名宇航员在向其母校莫斯科国立鲍曼技术大学致敬，该大学的校徽为蓝、黄配色，并表示猜测太过荒唐，“有时黄色就是黄色。”报道还称，宇航服的挑选和定制需要在几个月前完成，飞行前才确定这样的计划不太可能。中国多家媒体转载报道了俄罗斯航天局的回应。

### 澤連斯基講話中方代表團離場
2022年5月25日，瑞士达沃斯举行世界经济论坛期间，美国共和党众议员迈克尓·麦考尔向美国有线电视新闻网（CNN）表示，中国代表团在乌克兰总结演讲时未起立鼓掌并离场。麦考尔向CNN表示，两天前，当乌克兰总统泽伦斯基在世界经济论坛发表演讲时，他正坐在一个「中国代表团」面前，然后当现场为乌克兰总统起身鼓掌时，中国代表团未起立鼓掌，并沉默地离开现场。CNN在报导此事时播放了一个论坛上外交官的视频片段时，麦考尔表示「中国在现场发出了一个明确的信息，即他们不支持乌克兰」。5月25日，《环球时报》援引其他中国媒体消息澄清称，麦考尔身后的照片中的一名男子似乎是越南副总理黎明慨。5月26日，CNN向《环球时报》发送一份电子邮件承认，对视频播出的错误感到遗憾，对此已经联系迈克尓·麦考尔的办公室。

### 澤連斯基呼吁国际社会支持台湾
2022年6月12日。
"新加坡——周六，乌克兰总统沃洛德米尔·泽连斯基呼吁亚洲国家提供支持以抵御俄罗斯的入侵，同时表示，国际社会现在应该帮助台湾抵御中国的侵略，北京攻击这个民主的岛屿，它声称台湾是自己的省份。
这些评论有可能破坏乌克兰与中国微妙的平衡行为；尽管如此，泽连斯基坚持认为，无论侵略者出现在哪里，都必须与之对抗。亚洲国家不能等到危机发生才替台湾出手，否则将重蹈欧洲在俄罗斯总统普京攻打乌克兰之前所犯的错误。"
这是新加坡举行的香格里拉对话中，华盛顿邮报作者乔什·罗金对泽连斯基的问答做的报道。，而中国大陆媒体否认此事。认为原报道“把台湾与乌克兰进行错误类比，还称大陆对台湾做的事情和莫斯科对基辅做的事情相似。”“泽连斯基在回答这个问题时，并没有一处提及台湾亦或是大陆，而是泛泛地谈了谈乌克兰的遭遇给“全世界”带来一些思考。”

### 被指造假的“兰德公司计划”
2022年9月13日，瑞典媒体《新日报》（Nya Dagbladet）称其获得了一份泄密文件，题为《削弱德国，加强美国》（Weakening Germany, strengthening the US），是兰德公司当年1月份为美国拟定的计划。该计划称，英国脱欧之后，德国更加独立，故美国应当将德国拖入乌克兰的军事冲突，以使德国拒绝俄罗斯的能源，从而破坏德国的经济，使美国受益。之后又在9月15日释出其英文版本。该报告自9月17日以来在格鲁吉亚语、俄语媒体和Facebook上积极传播。兰德公司已二度否认有关报告。
在事实核查下，证实有关报告为虚假信息。发布有关报告的《新日报》承认他们无法核实事实，并要求报告的批评者为他们提供事实核实。《新日报》是瑞典著名的阴谋论和极右翼媒体，立场上亲克林姆林宫。同时，该报告也被指出存在明显的错误问题，包括事实、语法、格式和拼写错误。
早在同年1月时，Facebook已將该报告标志为虚假消息。而最早转发相关报告的是一个自称是国际语言网站的博客Weltexpress，于9月6日在德语圈发布。大西洋委员会随着进行了撰写和链接到兰德公司的声明，即该报告是假的。俄罗斯媒体RT后来在9月16日再重复篇写了相关文章，并透过如YouTube与其他宣传阴谋论的博客上传播。该篇文章于9月17日由俄罗斯驻瑞典大使馆在Twitter发布后，立刻在Twitter上受到瑞典人的大量批评。斯德哥尔摩东欧研究中心 (SCEEUS) 将该报告定性为俄罗斯驻瑞典大使馆首次直接参与虚假信息的传播。

## 中华人民共和国官方與知名媒体制造或参与的消息
自俄罗斯入侵乌克兰以来，中国官媒通过引述俄罗斯官方对战争叙事方式，向世界各地的观众与读者散布来自俄方的未经证实的信息和阴谋论。
这些信息包括乌克兰总统泽连斯基逃离首都基辅这样的未经证实的消息、美国在乌克兰和全球的实验室内建造生物武器的阴谋论。中国驻贝尔法斯特总领事张美芳也曾转发一条来自自媒体的推文，在没有提供证据的情况下称泽连斯基已经逃到波兰，并指控乌克兰总统泽连斯基的纳粹化大屠杀军队。
保障民主聯盟的调查报告也发现，在乌俄战争的背景下，中国官媒和外交账号大多采用了俄官方用语“特别军事行动”来描述这场战争。而在对中国官媒和政府推特账号发送的推文的取样中，发现「特别军事行动」或「特别行动」被使用了180次。而「入侵」仅有145次，其中有三分之一指的是美国对伊拉克等国的入侵。中国外交官和官方媒体的帖子偶尔也会引用「特别行动」一词，然而该术语通常不带引号，表明了这是编辑者决定使用对克里姆林宫友好的措辞。中国官方媒体《新京报》所属國際栏目「世面」曾经不慎將有关乌俄冲突相关内容的审查准则内部通告當成新闻稿在官方微博公开發布，其中要求限制發布「對俄不利」和「親西方」的內容。
中国也一直积极配合俄罗斯，宣传美国在乌克兰和全球的实验室内建造生物武器这一说法，在中国环球电视网（CGTN）的网站上，发表了「俄罗斯揭示美国资助的乌克兰生物项目的证据」和「中国敦促美国披露有关乌克兰生物实验室的更多细节」等头条新闻。《环球时报》发表了一篇文章，标题是《美国试图驳斥关于其在乌克兰的生物实验室的‘谣言’，但我们能相信吗？”》。在一段近3分钟的俄罗斯国防部重复这些指控的新闻发布会的视频，在新浪微博上被观看超过1000万次，被点赞超过90,000次。中國外交部發言人在新聞發佈會上更指美國駐烏克蘭使館在其網站上刪除所有相關文件，是想要隱瞞，但記者會上的BBC記者表示趙立堅所指的美國駐烏大使館網站上的文件根本沒有刪除。此外中国还重申了美国在马里兰州德特里克堡的一个实验室制造了导致COVID-19病毒的说法。
除了亲俄反美的虚假信息被推广外，中国社媒平台也同时打压反俄反战言论。例如公衆人物金星、袁立，以及多名來自北大、清華等高校的教授和校友都曾公開表示反戰，但這類言論都遭到網民強烈批評，並被中國大陸社交平台屏蔽或刪除。國際殘奧委會主席安德鲁·帕森斯曾在2022年冬季残疾人奥林匹克运动会开幕式以英語致詞時談及俄烏局勢，強烈譴責戰爭並呼籲和平，但中國中央電視台對這段發言進行了消音處理，並且未有完整翻譯，甚至他为20名出场的乌克兰运动员鼓掌和呼吁和平的镜头也被切换；國際殘奧委會認爲這是審查，已要求中國中央電視台作解釋。但中國中央電視台没有对此作出答复。
北约秘书长延斯·斯托尔滕贝格于2022年3月23日在布鲁塞尔北约峰会的新闻发布会上点名中国向俄罗斯提供了政治支持，包括散布公然的谎言和错误信息。同日，全烏克蘭自由聯盟强烈谴责中国在战争期间从官方媒体至驻乌大使馆采取了一系列亲俄举措，并对乌克兰散布具有政治宣传的虚假信息。美国中央情报局局长威廉·約瑟夫·伯恩斯于4月14日在亚特兰大佐治亚理工学院对学生发表演讲时点名批评中国是普京在乌克兰的侵略活动的沉默伙伴。6月28日，北约秘书长延斯·斯托尔滕贝格在西班牙举行的北约峰会上再次点名中国散布许多关于北约和西方国家的错误信息，并还对中国未能谴责俄罗斯的战争行为表示「失望」。2023年2月23日，乌克兰外交部发言人奧列格·尼科連科要求中国停止传播「西方援助武器走私到欧洲和其他地区的犯罪集团手中」的虚假宣传，并敦促中国不要沦为俄罗斯的宣传工具。

### 两次错误翻译事件
新华网报道“另外高达89%的受访者表示‘可以接受’在俄方不撤军的情况下与俄方签订临时停火协议。”，但被指出，将Unacceptable（不可接受的）翻译为了“可以接受”。截至目前，新华网已经修改原文，但诸多被影响的媒体（如中国青年网）保留着原文。。
《南风窗》在报道布查大屠杀的调查结果时，将“俄军火炮”翻译为了“乌军火炮”。

### 中国环球时报称欧洲民众不支持向乌克兰输送武器
2022年3月23日，中国官媒《环球时报》发表社评批评称，美国当局正执意拖延俄乌谈判，忽视欧洲人反战、反对向乌克兰输送武器的声音，而美国这样做是为从战争中榨取地缘政治价值，并评价称美欧在乌克兰问题上的分歧正在加深。
《美国之音》发文驳斥《环球时报》发表颠倒事实、毫无证据支撑的阴谋论，更与欧洲大陆发生的现实南辕北辙。称事实上，自俄罗斯向乌克兰发起战争以来，欧洲协同美国对俄罗斯展开数轮规模之大史无前例的制裁，甚至中立的瑞士也支持制裁俄罗斯，包括冻结由普京及其他俄罗斯政经精英控制的资产，同意阻止俄罗斯银行进入SWIFT系统，向俄民航客机关闭空域并对俄实施签证限制，向俄罗斯国家媒体发禁令，取消对俄「最惠国待遇」及限制对俄出口国防和战略领域技术等等。
在武器支援方面，欧盟27国集团于2月27日宣布动用「欧洲和平基金」的几乎所有预算，向乌克兰提供5亿欧元军事援助，其中4.5亿用于购买武器，为欧盟史上首例行动。欧洲的永久中立国的挪威、荷兰、比利时、瑞典、芬兰、奥地利、爱尔兰在内的一些欧洲国家也同意向乌克兰提供武器，连长期奉行反战主义外交政策的德国在俄罗斯全面入侵乌克兰之后迅速转变立场，同意向乌克兰运送武器，土耳其更响应乌克兰要求根据1936年《蒙特勒公约》阻止外国军舰通过达达尼尔海峡和博斯普鲁斯海峡。在欧洲民调方面，Cygnal民调公司3月8日发布的调查显示，多数西方国家民众支持本国政府向乌克兰提供武器援助。其中，英国民众中，70.2%支持军援；欧盟民众中，61.9%支持军援。反对俄罗斯入侵乌克兰的反战抗议活动更在俄罗斯与欧洲境内遍地开花。
与此同时，自俄罗斯开战以来，美国与欧洲盟友已数次通过联合国及其他平台强烈谴责俄罗斯，并一致呼吁俄罗斯总统普京立刻停战。北约国家于3月24日峰会后发表的一份联合声明中对中国官员最近的公开评论表示关切，并呼吁中国停止助长克里姆林宫的错误说法，特别是关于战争和北约的说法，并促进和平解决冲突。

### 对美国枪击案的胡乱推测
2022年5月15日，美国纽约州的布法罗市发生了一起白人18岁男子Payton Gendron的枪击案。环球时报以“美国媒体大概率不会报道这件事，但我们必须指出来”为标题，指出凶手曾经发布一张胸前画有新纳粹主义标志“黑太阳”的图片。但是“黑太阳”标志是纳粹分子希姆莱所发明，而环球时报却将此案毫无证据地归结给曾经使用过黑太阳标志作为旗帜符号的乌克兰亚速团。

### 宣称比利时示威游行反对北约
2022年6月23日，中国官媒《环球时报》英文帐号透过推特分享一段比利时布鲁塞尔示威者的视频，以半真半假的陈述宣称：
‘在6月20日，数万名抗议者在比利时布鲁塞尔游行’❨事实❩，‘要求停止北约’❨虚假❩，‘对生活成本的上升表示愤怒’❨事实❩，‘并谴责北约国家武装乌克兰’❨虚假❩。
事实上，这根本不是对北约的抗议，而是工会示威，而示威活动的重点是反对高昂的生活费用、与北约和乌克兰没有任何关系，《环球时报》也在发布的几个小时后从账号中删除这条推文。多家新闻社随着标注《环球时报》的推文为假新闻，并描述《环球时报》这种信息操纵的企图与中俄关系的收紧有关，两国都有兴趣企图妖魔化北约，并将北约视为可以分裂西方国家的目标。这条推文还引起了比利时欧洲议员賽繆爾·科格拉蒂与许多网民留言炮轰，批评这是可耻的宣传和造谣，比利时外交部也在官网上分享该帖子的截图，并划上了红线，称该推文是「虚假信息」。

### 凤凰网记者造假
凤凰网记者卢宇光是长期以来唯一的俄方外国记者。但在某次声称俄军击毁海马斯并提供视频声称这是“海马斯的残骸”时，残骸零件上竟出现了“中国制造”的字样，后被确认是加拿大的一名维修废车为爱好的Youtuber的视频，该Youtuber对此表示生气。
然而卢宇光在对此事的再次回应中，历史性地创造了“CIA修车工”一词。

### 虚假引用阵亡数据
亲俄telegram频道“Eruasia & Multipolarity”于2023年1月底杜撰了一系列“乌克兰损失惨重”的数据（15.7万死亡，23.4万受伤），并冠以“以色列情报局提供的版本”的名义，但是并没有任何以色列情报局提供过相关信息。
该消息在中文互联网被加工为“摩萨德提供的数据”，随后在战争一周年中被央视引用。

### 中华人民共和国利用乌中会谈宣传曲解立场
2024年7月24日，乌克兰外交部长德米特罗·库莱巴响应中国邀请在中國廣州會見中共中央政治局委員、中央外事工作委員會辦公室主任王毅访问。会谈结束后，中国外交部发布新闻稿称，乌方表示支持北京在台湾问题上的立场，将坚持「一个中国原则」。但乌克兰外交部会后发布的新闻稿中，并未提及相关内容。台湾外交部于7月26日向中華人民共和國政府表達嚴正譴責和抗議。另一方面，库莱巴的表态引起了乌克兰媒体界的积极讨论，以了解一中原则和一中政策的差異，他的X平台更被湧進的大批網友追问。6天后，乌克兰外交部发言人赫奥希·蒂希伊 (Heorhiy Tykhiy) 对中方释出的意图和信息影响加以驳斥和澄清，强调乌克兰多年来一直奉行的立场，即「一个中国政策」，在访问广州期间这一立场没有改变。乌克兰外交部发言人表示：「乌克兰一贯、不变地奉行一个中国政策，而且全世界都奉行这一政策，包括乌克兰的主要盟友美国、欧盟等」。

## 应对
自入侵开始以来，俄罗斯联邦审查机构通信、信息技术和大众传媒监督局（Roskomnadazor）限制了对Twitter和Facebook的访问，对独立和批评的声音进行镇压，将不符合俄罗斯官方叙事的媒体指定为「外国代理人」。
美国国务院和欧洲联盟的欧盟对外行动署发布了旨在应对俄罗斯政府传播的虚假信息的指南。
Meta于2022年9月宣布，自2月以来，它已经删除了由中国和俄罗斯组成的数百个虚假账户组成的虚假账户网络。这些虚假网络冒充热门的新闻机构，以发布批评欧洲国家在战争期间支持乌克兰的虚假信息。
五月份以来，欧美亲乌网友自发地聚集在名为“北大西洋小伙子组织”（NAFO）的组织下，他们负责嘲讽地应对俄罗斯的虚假宣传。
2023年1月26日，Google的威胁分析小组（TAG）宣告在2022年的YouTube、Blogger和AdSense 上拦截一个名为Dragonbridge发布，涉及50,000多个以乌克兰、美国和台湾为论调的垃圾信息。报告指出，Dragonbridge发布的大多数帖子都是低质量和垃圾邮件，尤其是英文内容。模糊视觉效果、乱码的音频、糟糕的翻译、误用和发音错误也很常见。而这些帖子的特点是亲中国的叙述和对美国的批评。其中在美国众议院议长南希佩洛西在7月访问台湾，中国人民解放军跨台军事演习期间，批评国际军援乌克兰的言论，以美国为中心的叙事以负面的角度描绘美国社会和民主社会叙事方面上非常活跃。Dragonbridge发布的中国内容则包括了赞扬中国应对大流行病的叙述、批评民主抗议活动，以及在2022年更强烈地支持与台湾统一。该小组的结论也指出，Dragonbridge的内容从未吸引到真正的观众，在被禁用的53,177个频道中，订阅者和观看次数都非常低。